# Wanted – A Bad Man
Wanted – A Bad Man é um curta-metragem mudo norte-americano de 1917, do gênero comédia, dirigido por Oliver Hardy e estrelado por Oliver Hardy. Foi produzido pela Vim Comedy Company.

## Elenco

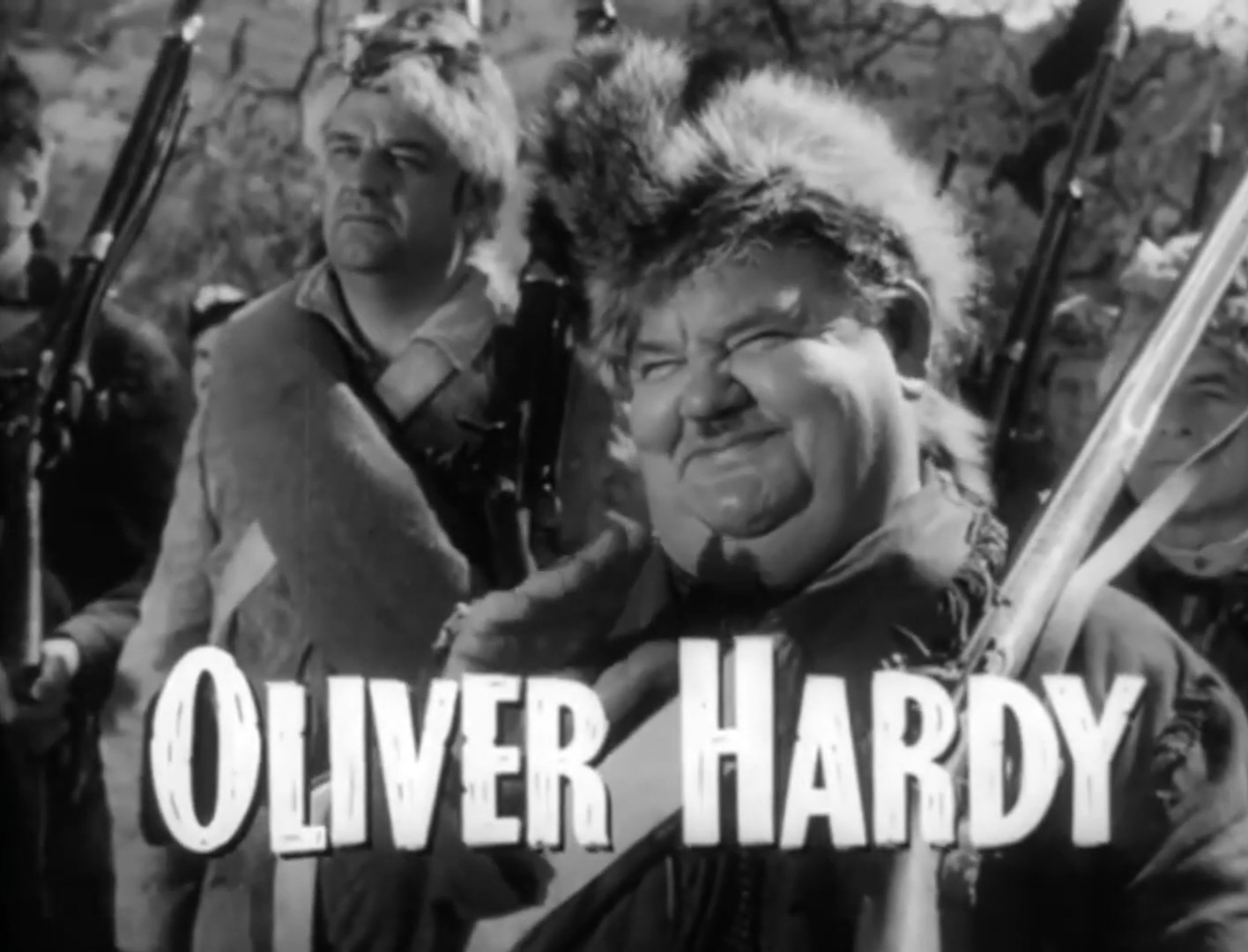
Oliver Hardy

- Ethel Marie Burton - (como Ethel Burton)
- Oliver Hardy - (como Babe Hardy)
- Bud Ross - (como Budd Ross)